# Birthday (песня The Beatles)
«Birthday» (с англ. — «День рождения») — песня группы «Битлз» с их одноимённого двойного альбома (также известного как «Белый альбом»). Песня была написана совместно Ленноном и Маккартни и открывает первую сторону второго диска винилового издания альбома (в CD-версии она открывает второй диск). Формально-композиционная и гармоническая основа песни — традиционный для (американского) рок-н-ролла блюзовый квадрат.

## История песни
Песня была написана во время звукозаписывающей сессии на студии «Эбби Роуд» 18 сентября 1968 совместно Ленноном и Маккартни. По словам Маккартни, «Мы подумали, почему бы не сочинить чего-нибудь? Мы подобрали рифф и устроили всё вокруг этого риффа. Так что песня вышла 50 на 50 Леннона и моей, сделанной на месте и записанной в тот же вечер». Во время сессии участники группы и члены звукозаписывающей команды сделали перерыв, посетив дом Маккартни для того, чтобы посмотреть рок-н-ролльный фильм The Girl Can’t Help It (1956 г.), который в тот день впервые транслировали по британскому телевидению c 21:05 по 22:40. После просмотра фильма студийная работа над песней возобновилась.
Джордж Мартин в тот день отсутствовал в студии, поэтому общее руководство записью было поручено его помощнику Крису Томасу. По его воспоминаниям, песня была написана большей частью Маккартни: «В тот день Пол подошёл первым, и он уже играл гитарный рифф композиции. Со временем подтянулись и другие, но к тому времени Пол уже буквально написал песню, прямо там, в студии. Базовый трек у нас был записан уже примерно в 20:30, после чего все ненадолго отошли посмотреть фильм; потом мы вернулись и, как ни удивительно, закончили всю песню. Она была сделана за один день!»
Джон Леннон в своём интервью журналу Playboy (1980 г.) отозвался о песне так: «„Birthday“ была написана в студии, прямо на месте. Я думаю, что Пол хотел написать песню вроде „Happy Birthday Baby“, старого хита пятидесятых годов. Но в итоге пришлось писать её с ходу, прямо в студии. Вышло барахло.»
Значительная роль в песне уделена ударным: композиция начинается ударным пассажем, ударные доминируют во время первого куплета, а после него, в виде связки между куплетом и средней секцией, на протяжении восьми тактов звучат исключительно ударные.
В записи участвовали:
- Пол Маккартни — основной вокал, соло-гитара, фортепиано, хлопки
- Джон Леннон — основной вокал, подголоски, соло-гитара, хлопки
- Джордж Харрисон — шестиструнная бас-гитара Fender Bass VI, хлопки
- Ринго Старр — ударные, бубен, хлопки
- Патти Харрисон — подголоски, хлопки
- Йоко Оно — подголоски, хлопки
- Мэл Эванс — хлопки

## Другие версии песни
- Пол Маккартни выпустил живую версию исполнения этой песни в виде сингла в 1990 году (на стороне «Б» сингла помещалось живое исполнение песни «Good Day Sunshine»). Этот сингл достиг 29-й позиции в UK Singles Chart[6]. Маккартни включил обе эти песни в макси-сингл и CD-сингл вместе с двумя дополнительными треками: «P.S. Love Me Do» и «Let 'Em In»[7][8] (композиция «P.S. Love Me Do» является комбинацией из песен «P.S. I Love You» и «Love Me Do»).
- Американская рок-группа Underground Sunshine записала свою версию песни в 1969 году (их сингл с данной композицией вошёл в «сороковку» чарта Billboard Hot 100 в середине 1969 года[9]).
- Пол Маккартни и Ринго Старр исполнили эту песню к 70-летию Ринго Старра 7 июля 2010 года[10].
- Пол Уэллер записал свою версию песни к 70-летию Пола Маккартни (июнь 2012 года). Эта кавер-версия была доступна для скачивания на протяжении одного дня, 18 июня[11].